# Milsjön, Dalarna
Milsjön är en sjö i Filipstads kommun, Malung-Sälens kommun och Vansbro kommun i Dalarna och ingår i Göta älvs huvudavrinningsområde. Sjön är 22 meter djup, har en yta på 1,51 kvadratkilometer och befinner sig 293 meter över havet. Sjön avvattnas av vattendraget Eriksdalsälven (Upprämmsälven). Vid provfiske har bland annat abborre, gädda, lake och mört fångats i sjön.

## Delavrinningsområde
Milsjön ingår i det delavrinningsområde (668440-139808) som SMHI kallar för Utloppet av Milsjön. Medelhöjden är 382 meter över havet och ytan är 23,04 kvadratkilometer. Räknas de 3 avrinningsområdena uppströms in blir den ackumulerade arean 69,33 kvadratkilometer. Eriksdalsälven (Upprämmsälven) som avvattnar avrinningsområdet har biflödesordning 3, vilket innebär att vattnet flödar genom totalt 3 vattendrag innan det når havet efter 424 kilometer. Avrinningsområdet består mestadels av skog (81 procent). Avrinningsområdet har 1,63 kvadratkilometer vattenytor vilket ger det en sjöprocent på 7,1 procent.

## Fisk
Vid provfiske har följande fisk fångats i sjön:
- Abborre
- Gädda
- Lake
- Mört
- Siklöja